# Ajac
Ajac är en kommun i departementet Aude i regionen Occitanien  i södra Frankrike. Kommunen ligger  i kantonen Limoux som ligger i arrondissementet Limoux. År 2022 hade Ajac 198 invånare.

## Befolkningsutveckling
Antalet invånare i kommunen Ajac
Referens: INSEE